# Mahipativarman
Mahipativarman  est un souverain khmer ayant vécu à la fin VIIIe et au IXe siècle.
Selon les inscriptions commémorant les fondations de Yaçodharacrama donnant la généalogie de Yasovarman Ier, Mahipativarman est le fils de Rajendravarman Ier et de la princesse Nrpatindradevi. Il épouse la princesse Rajendradevi, fille du roi Rajapativarman et ils sont les parents d'une princesse Indradevi, épouse d'Indravarman Ier. 
Le texte ne lui accorde aucun rôle à Cambhupura et l'on ignore s'il a régné.